# Loi sur les cités et villes
Lire en ligne

lire en ligne

La Loi sur les cités et villes est une loi québécoise adoptée pour la première fois par l'Assemblée nationale du Québec en 1903 afin d'encadrer et de normaliser le fonctionnement des milieux urbains du Québec. L'urbanisation du Québec à la fin du XIXe siècle favorise son adoption.
La Loi sur les cités et villes s'applique aux 227 entités territoriales municipales ayant le statut de « ville ». Les autres municipalités, environ 880, sont régies par le Code municipal du Québec.

## Structure
La Loi sur les cités et villes est structurée en 25 sections, dont certaines abrogées, traitant chacun d'un aspect de l'organisation, de l'administration et de la vie politique municipales.

### Déclarations déclaratoires et interprétatives
Cette section vient notamment préciser quels sont les entités territoriales municipales auxquelles s'applique la loi, apporte des définitions utilisées dans la loi, vient préciser certaines dispositions relativement à des inscriptions et omissions liées à des actes municipaux et octroie au Procureur général du Québec certains pouvoirs en matière de cassation d'actes municipaux et de pourvoi à l'encontre de membre de conseil ou fonctionnaire d'une municipalité qui est inhabile à exercer sa fonction.

### Organisation de la municipalité

#### Acquisition, administration et exploitation des biens et capacité de contracter
Cette section traite notamment de la capacité des municipalités à aliéner leurs biens meubles et immeubles à titre onéreux, à les louer, céder à titre gratuit ou les prêter et à se rendre caution. Elle définit aussi la possibilité pour la municipalité d'exercer des pouvoirs ordinairement dévolus au gouvernement, notamment par délégation ou entente. Elle précise également les modalités de la capacité de contracter, notamment les possibilités de cocontractants ainsi que les fins auxquelles les contrats peuvent être conclus. Elle vient établir les paramètres de l'administration et occupation par une municipalité des terres du domaine de l'État ainsi que les terres faisant partie de son domaine public.

#### Conseil municipal
Cette section prévoit les pouvoirs attribués au maire de la ville, notamment un droit de surveillance, d'investigation et de contrôle des départements, fonctionnaires et employés qui font partie de l'appareil municipal. Il veille également à ce que les revenus de la municipalité soient perçus et dépensés selon la loi. À titre de chef exécutif de la ville, il veille à l'application de la loi, des règlements et des ordonnances du conseil au sein de la municipalité. La section prévoit aussi les modalités d'approbation par le maire des décisions du conseil municipal. Elle prévoit la désignation d'un maire suppléant et de ses pouvoirs. Elle prévoit la possibilité pour les villes de plus de 50 000 habitants d'attribuer par règlement une pension de retraite annuelle aux membres du conseil ayant siégé plus de douze ans. La loi prévoit aussi dans cette section le pouvoir pour le conseil municipal de créer des commissions composées de membres du conseil ou non visant à surveiller l'administration et administrer les affaires de la municipalité. 

#### Comité exécutif
Cette section prévoit la possibilité pour le conseil municipal comptant plus de 12 conseillers de créer un comité exécutif pouvant compter de trois à cinq membres. Le comité exécutif prépare et soumet au conseil notamment des projets de règlements, le budget annuel, des demandes relatives à l'affectation du produit des emprunts ou aux virements de fonds ainsi que des rapports relatifs à l'échange ou à la location des biens de la municipalité. Les rapports et décisions du comité exécutif n'ont force légale que s'ils ont été votés par le conseil municipal.  

#### Fonctionnaires et employés
Cette section prévoit notamment les pouvoirs du conseil municipal en matière de nomination, destitution et attribution des fonctions des fonctionnaires et employés de la ville. Y sont également détaillées les fonctions des principaux fonctionnaires de la municipalité. Les pouvoirs du greffier de la ville y sont prévus, notamment en matière d'archivage, de rédaction et conservation d'actes, registres et livres de la ville. Ceux du trésorier le sont également, notamment en matière de tenue de livres de compte et d'obligations financières. Les fonctions du vérificateur général sont également détaillées dans cette section, fonctionnaire requis uniquement pour les villes dont la population est de 100 000 habitants ou plus. Celui-ci doit principalement veiller à l'application des politiques et normes municipales relatives à la gestion de ses ressources humaines, matérielles et financières. La loi prévoit également dans cette section l'obligation pour toute ville de nommer un ou des vérificateurs externes chargés notamment de surveiller les états financiers de la municipalité et la conformité du taux global de taxation.
Cette section prévoit également les fonctions du directeur général de la municipalité, en tant que fonctionnaire principal de la municipalité exerçant son autorité sur tous les autres employés et fonctionnaires de la ville, à l'exception du vérificateur général, qui relève directement du conseil municipal. Ses responsabilités comprennent également l'administration de la ville, dont l'organisation, la planification, la direction et le contrôle de ses activités. La loi prévoit également la nomination d'un responsable de l'accès aux documents de la municipalité. Du personnel de cabinet peut également être embauché pour le cabinet d'un maire d'une ville ou d'un arrondissement de 100 000 habitants ou plus. 

### Séances du conseil
Cette section prévoit les modalités des séances du conseil municipal, notamment où elles doivent être tenues, qu'elles doivent être tenues au minimum mensuellement. Il est également prévu que la majorité des membres du conseil municipal forme le quorum afin de procéder à la tenue de la séance. Elle prévoit également le caractère public des séances ainsi que la procédure requise pour que les citoyens puissent poser des questions aux élus. Un article édicté en 2021 permet à toute personne de capter des sons et des images des séances du conseil, à moins que la municipalité diffuse gratuitement sur un site qu'elle désigne un enregistrement vidéo de celles-ci. 
La section prévoit également les modalités de convocation d'une séance extraordinaire du conseil municipal ainsi que la procédure à suivre dans le cas où le quorum n'est pas constaté. Les modalités de la tenue du conseil d'arrondissement y sont également énoncées. La procédure de vote est également prévue, notamment le droit du maire de s'abstenir de voter aux décisions que prend le conseil. Le maire préside également la séance du conseil et s'assure du maintien de l'ordre et du décorum. Le caractère public des procès-verbaux, rédigés par le greffier, est également affirmé.

### Recours civils contre la municipalité

#### Prescription municipale
Les articles 585 et 586 L.C.V. réduisent le délai de prescription d'une action contre une municipalité à 6 mois et créent une obligation de soumettre un avis dans les 15 jours afin de poursuivre. Toutefois, l'arrêt Doré c. Verdun de 1997 a déterminé que l'article 2930 du Code civil du Québec a priorité sur ces articles en ce qui concerne le préjudice corporel. Donc ces deux articles de la Loi sur les cités et villes trouvent application pour le préjudice matériel et le préjudice moral seulement ; en cas de préjudice corporel, le délai de prescription est de trois ans et aucun préavis n'est exigé. L'arrêt Montréal (Ville) c. Dorval étend la portée de l'article 2930 C.c.Q. aux victimes par ricochet en cas de préjudice corporel, donc même les proches parents et amis d'une victime de préjudice corporel ont 3 ans plutôt que 6 mois pour poursuivre.